# شكوكية علمية

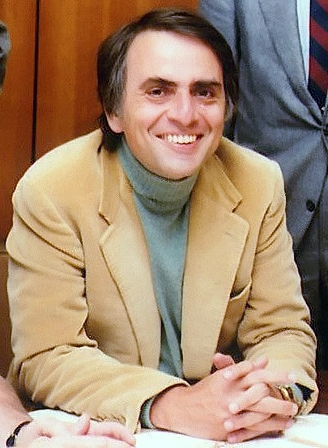
كارل ساغان

الحركة الشكوكية هي حركة اجتماعية حديثة مبنية على فكرة الشكوكية العلمية (التي تدعى أيضًا بالشكوكية العقلانية). تنطوي الشكوكية العلمية على تطبيق الفلسفة الشكوكية ومهارات التفكير النقدي والمعرفة العلمية ومنهجيات العلم إزاء الادعاءات التجريبية، مع المحافظة على اللاأدرية (أو الأغنوستية) أو الحياد تجاه الادعاءات غير القابلة للتجريب (باستثناء تلك التي تؤثر مباشرة على الممارسة العلمية). هدف الحركة هو التحقيق في الادعاءات المتعلقة بالمواضيع الهامشية وتحديد فيما إذا كانت تناتجية ومدعومة بالبحث التجريبي، باعتبارها جزء من المبدأ المنهجي الذي يسعى إلى «بسط المعرفة الموثّقة». يُشار أحيانًا إلى العملية المُتّبعة في ذلك بالتحقيق الشكوكي.
تعود جذور الحركة إلى القرن التاسع عشر على الأقل، حين بدأ الأشخاص يثيرون علنًا تساؤلات متعلقة بالتسليم الذي لا جدال فيه حول ادعاءات تتعلق بالروحانية وحول خرافات سائدة عديدة وحول العلم الزائف. هناك أيضًا مؤلفات، مثل تلك التي تنشرها المنظمة الهولندية، مؤسسة ضد الدجل أو جمعية ضد الدجل (1881)، استهدفت الدجل الطبي.
باستخدام المنظمة البلجيكية التي تأسست عام 1949، كوميتيه بارا، كنموذج، أسس الأمريكيان بول كيرتز ومارسيلو تروزي لجنة التحقيق العلمي في مزاعم الخوارق (سي إس آي سي أو بّي)، في أمهرست، نيويورك عام 1976. تُعرف اليوم بلجنة التحقيق الشكوكي، ألهمت هذه المنظمة آخرين لتشكيل مجموعات مشابهة عالميًا.

## الشكوكية العلمية
الشكوكية العلمية أو الشكوكية العقلانية، يُشار إليها أحيانًا بالتحقيق الشكوكي، هي حيّز معرفي (أو إبستيمولوجي) يشكك فيه الشخص بصحة الادعاءات التي ينقصها الدليل التجريبي. من الناحية العملية، يشير المصطلح في الغالب إلى فحص الادعاءات والنظريات التي تظهر بأنها خارجة عن التيار العلمي السائد، وليس إلى المناقشات الروتينية والتحديات بين العلماء. تختلف الشكوكية العلمية عن الشكوكية الفلسفية، التي تشكك بالمقدرة البشرية على ادعاء أي معرفة حول طبيعة العالم وكيفية تلقيها من قِبلهم، والمشابه لها لكن المتميز عنها هو الشكوكية المنهجية، وهي عملية منهجية للشك (أو الريبة) بحقيقة معتقدات شخص.
الشكوكية الجديدة الموصوفة من قِبل بول كيرتز عام 1992 هي شكوكية علمية. مثلًا، يؤكد روبرت كيه.ميرتون أنه يجب اختبار كل الأفكار وإخضاعها للتدقيق المجتمعي الصارم والمنظم (كما وصف في مبادئ ميرتون).
الاختلاف الهام عن الشكوكية الكلاسيكية، وفقًا لأستاذ تاريخ الأديان أولاف همر، هو أن الشكوكية العلمية لا تتوافق بشكل مباشر مع الشكوكية البيرونية الكلاسيكية، التي قد تشكك بكل أنواع الحكمة التقليدية، بالإضافة إلى تلك التي أسسها العلم الحديث. وفقًا لهامر، «يمكن إيجاد الأسلاف الفكريين للحركة الشكوكية المعاصرة بين العديد من الكتّاب عبر التاريخ ممن جادلوا ضد المعتقدات التي لم يتقبلوها».

تتعلق الاقتباسات التالية بالشكوكية العلمية:
باختصار القول، المتشكك هو شخص مستعد للتشكيك بأي ادعاء يخص امتلاك الحقيقة، مطالبًا بالوضوح في التعريف والاتساق في المنطق وكفاية الدليل. ولذلك استخدام الشكوكية هو جزء أساسي من التحقيق العلمي الموضوعي ومن البحث عن المعرفة الموثوقة.
بول كيرتز في الشكوكية الجديدة، 1992، ص.9
ما تتلّخص فيه الشكوكية هي أنها وسيلة لبناء ولفهم حجة منطقية و، الأكثر أهمية، لإدراك حجة مضللة أو مزورة. ليس السؤال ما إذا كان يُعجبنا الاستنتاج الذي يأتي من الحجج المنطقية المتسلسلة، لكن فيما إذا كان هذا الاستنتاج ينبع من المقدمات المنطقية أو نقطة البد وما إذا كانت تلك المقدمة صحيحة.
كارل ساغان في عالم تسكنه الشياطين، 1995، ص197
العلم هو [...] طريقة لاستجواب الكون بطريقة تشككية مع الفهم الدقيق لطبيعة الإنسان الخطّائة. إذا كنا غير قادرين على طرح أسئلة شكوكية، وعلى استجواب هؤلاء الذين يقولون لنا أن شيئًا ما صحيحًا، وعلى أن نكون شكوكيين إزاء هؤلاء الذين في السلطة، حينها نحن مستعدون لأن نكون لقمة سائغة للدجال التالي، سياسيًا كان أو دينيًا، والذي يأتي ماشيًا الهوينا.
كارل ساغان
الشكوكية العلمية هي أسلوب أو مخطط لدراسة الادعاءات الخارقة للطبيعة أو الادعاءات العلمية المزيفة من منظور العلم والبحث النقدي، وبعدها مشاركة النتائج مع العامة.
دانييل لوكستون

## وصلات خارجية
- [القاموس http://skepdic.com للمشككين]-كارول، روبرت تود، يحتوي على العديد من المقالات عن العلم، الطب البديل، الوهمية، إلخ.
- بيانا متشككين، شارمر، مايكل، إجراء تحليل فلسفي للشكوك العلمية
- كارل ساغانفي Kit الكشف عن هراء. عملية Clambake. 1998-استناداً إلى الكتاب «عالم تسكنه الشياطين». (ISBN 0-345-40946-9)
- [sci.skeptic http://www.faqs.org/faqs/skeptic-faq أسئلة وأجوبة]
- المملكة المتحدة المتشككين نسخة محفوظة 9 مارس 2021 على موقع واي باك مشين.-منظمة المتشككين الرشيدة في المملكة المتحدة.
- هراء (والسبب أنه حتى شعبية) A منهج الدورة التدريبية من «كلية تتألف».